# Distretto di Horoizumi
Il distretto di Horoizumi (幌泉郡?) è uno dei distretti della Sottoprefettura di Hidaka, Hokkaidō, in Giappone.
Attualmente comprende il solo comune di Erimo.